# Washington Silva

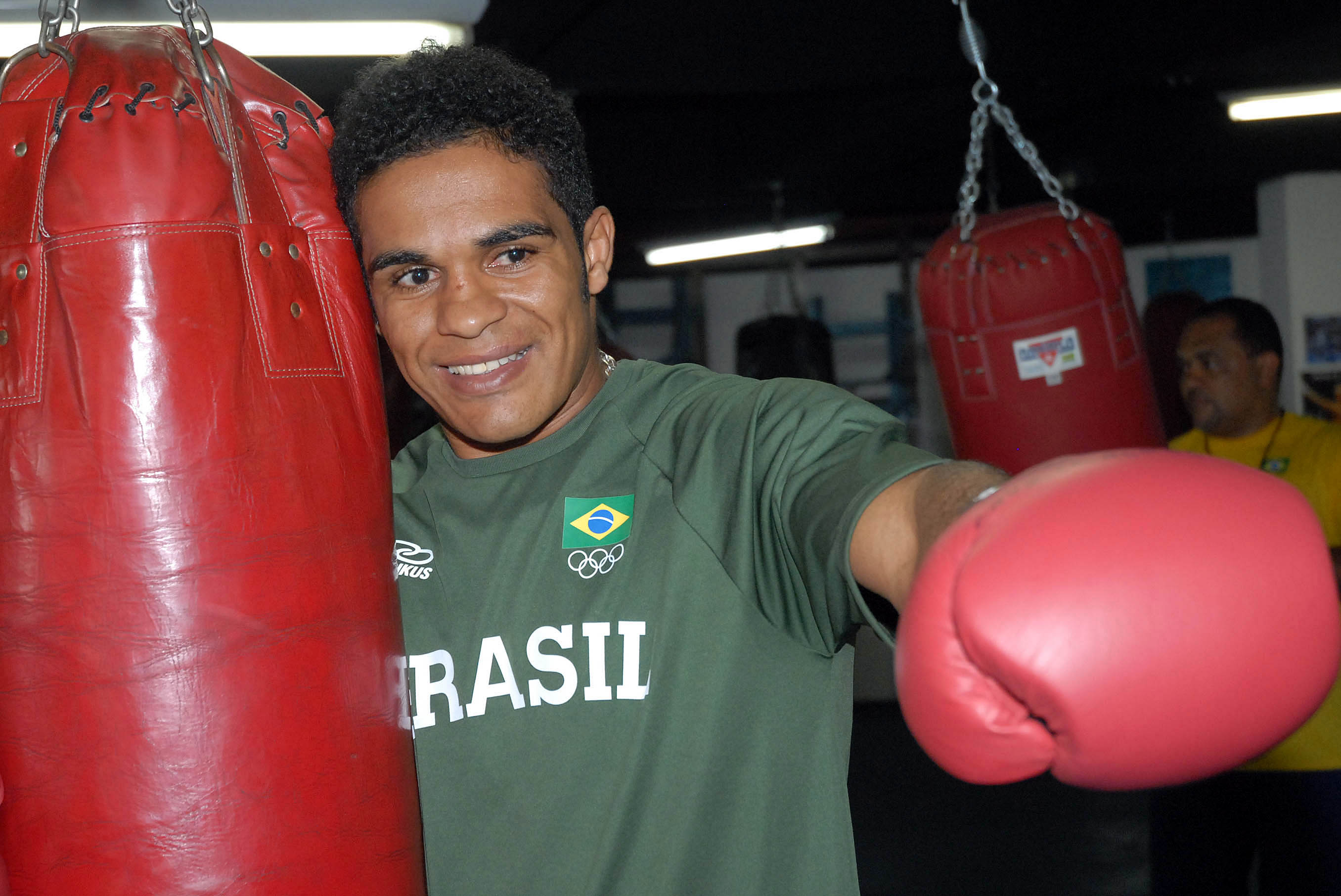
Washington Silva
Foto:Wilson Dias/ABr

Washington Luís da Silva  (Diadema, 5 de fevereiro de 1978) é um pugilista brasileiro.

## Carreira
Chegou a seleção brasileira de boxe em 2001. Disputou dois Jogos Pan-Americanos, em 2003 e em 2007, onde não obteve bons resultados.
Disputou os Jogos Olímpicos de Atenas 2004 e Pequim 2008; neste último chegou até as quartas-de-final.
Em 2009, Washington se alistou para a Marinha, para disputar os Jogos Mundiais Militares de 2011.